# Afiesl
Afiesl var tidigare en kommun i Österrike. Den låg i distriktet Rohrbach i förbundslandet Oberösterreich, 180 kilometer väster om huvudstaden Wien. År 2018 bytte orten Waldhäuser kommun från Afiesl till Helfenberg. År 2019 så slogs resten av kommunen samman med Sankt Stefan am Walde till den nybildade kommunen Sankt Stefan-Afiesl. 
Kommunen bestod, efter att Waldhäuser överförts till Helfenberg, av fyra orter (Ortschaften) (inom parentes invånarantal 1 januari 2024):
- Köckendorf (96)
- Neuschlag (104) (huvudort för kommunen)
- Oberafiesl (72)
- Unterafiesl (34)